# Ulpijan
Ulpijan (Domintius Ulpianus), oko 200 g. iz Tira, Fenicija (Phoenitia) danas Libanon, jedan je od posljednjih velikih rimskih pravnika klasičnog doba. 
S kolegom Paulom (Paulus) pripadao je konziliju pretorijanskih prefekta (praefectus praetorio) u doba Papinijana (Papinian), kada se prvi put i pojavljuje u javnosti. Bio je član savjeta cara Septimija Severa 193. – 211.), a u doba Karakale 211. – 217.) bio je ravnatelj državne biblioteke (arhiva) (magister libellorum). Car Elagabal ga je prognao iz Rima. 
Pred kraj života je i sam zauzeo položaj pretorijanskog prefekta (praefectus praetorio), zapovjednika pretorijanske garde i glavnog savjetnika cara Aleksandra Severa. Uživao je naklonost ovog cara, koji ga je i vratio u Rim. Ubili su ga 228. godine n. e. pobunjeni pretorijanci.
Napisao je oko 280 knjiga. Glavno djelo su mu Regule (Regulae) u 7 knjiga pravila i institucija - od kojih jedna De officio proconsulis libri x., sadrži izlaganja o kaznenom pravu. Zatim, komentari pretorskih edikata (Libri ad edictum praetoris) koje obuhvaćaju 81 knjigu, zbirki mišljenja, odgovora i rasprava. Komentari Sabina (Libri ad Sabinum), komentari rimskog građanskog prava (ius civile) koji obuhvaćaju preko od 50 knjiga.  
U doba prvog progonstva, tijekom pet godina, napravio je prvu veliku kodifikaciju Rimskog prava Constitutio Antoniniana, u kojoj je pregledno sažeo sva važnija pravna pravila tisućljetne tradicije rimskog prava.  
Sačinjavaju otprilike trećinu Digesta (Digesta) (od čega su oko jedne petine komentari edikata), kodifikacije bizantskog cara Justinijana.
Iako nije bio originalan pravni pisac, već više kompilator, Ulpijan se nije držao previše tuđih mišljenja niti je slijepo pratio autoritete. Kao autora karakterizira ga doktrinarana dosljednost, razložna kritika i lucidnost u argumentaciji, stilu i jeziku. Najvažniji doprinos Ulpijana je u nastavljanju ideala zakonite vladavine (vladavine zakona). 
Prvo izdanje jednog dijela Ulpijanovih sačuvanih rukopisa, Domintii Ulpiani fragmenta, koje sadrže 29 poglavlja prvi put je objavio Tilije (Tilius) u Parizu (1549). 